# Wereldbeker veldrijden 2022-2023
De wereldbeker veldrijden 2022-2023 was het 30ste seizoen van het regelmatigheidscriterium in het veldrijden. De wereldbeker werd georganiseerd door Flanders Classics onder auspiciën van de Internationale Wielerunie (UCI) en kan gezien worden als het belangrijkste regelmatigheidscriterium in het veldrijden. Het is tevens de meest internationale. De wereldbeker telde veertien crossen, waarvan vijf met jeugdcategorieën.
De wereldbeker bestond uit de volgende categorieën:
- Mannen elite: 23 jaar en ouder
- Vrouwen elite: 19 jaar en ouder
- Mannen beloften: 19 t/m 22 jaar
- Jongens junioren: 17 t/m 18 jaar
- Meisjes junioren: 17 t/m 18 jaar

Voor de vrouwen beloften (19 t/m 22 jaar) is geen aparte categorie. Zij reden de wedstrijden bij de vrouwen elite. Er werd wel een wereldbekerklassement opgemaakt en per wereldbekerwedstrijd een aparte podiumceremonie georganiseerd voor de vrouwen beloften.
Aanvankelijk stonden er crossen op het programma in het Nederlandse Rucphen en het Belgische Dendermonde, maar deze crossen trokken zich terug vanwege de financiële risico's. De cross in Rucphen is vervangen door een wedstrijd in het Belgische Maasmechelen en op de plek van Dendermonde is Gavere ingestapt.

## Puntenverdeling
Punten werden toegekend aan de eerste vijfentwintig crossers per categorie, aan de hand van de volgende tabel:
| Positie | 1  | 2  | 3  | 4  | 5  | 6  | 7  | 8  | 9  | 10 | 11 | 12 | 13 | 14 | 15 | 16 | 17 | 18 | 19 | 20 | 21 | 22 | 23 | 24 | 25 |
| Punten  | 40 | 30 | 25 | 22 | 21 | 20 | 19 | 18 | 17 | 16 | 15 | 14 | 13 | 12 | 11 | 10 | 9  | 8  | 7  | 6  | 5  | 4  | 3  | 2  | 1  |

Voor de categorieën mannen beloften, jongens junioren en meisjes junioren, werden alleen de beste 4 resultaten per renner in rekening genomen voor het wereldbekerklassement.
Mannen beloften rijders die deelnamen aan een wereldbekerwedstrijd in de mannen elite categorie, konden in de elite wedstrijd geen punten verdienen voor het wereldbekerklassement voor de beloften categorie.
Er werd een rangschikking per land opgemaakt, door een totaaltelling van de eerste drie rijders per land van de volgende categorieën: mannen elite, vrouwen elite, mannen beloften, vrouwen beloften, jongens junioren en meisjes junioren. Bij een gelijke stand, was de klassering van de beste individuele rijder doorslaggevend. De rangschikking werd opgemaakt per wereldbekerwedstrijd, per categorie. Er werd geen algemeen landenklassement opgemaakt over het seizoen of over de categorieën opgeteld.

## Mannen elite

### Kalender en podia
| Datum      | Locatie                                 | Eerste                 | Tweede               | Derde                  | Leider in het klassement |
| ---------- | --------------------------------------- | ---------------------- | -------------------- | ---------------------- | ------------------------ |
| 09/10/2022 | Wereldbeker Waterloo, Waterloo          | Eli Iserbyt            | Laurens Sweeck       | Lars van der Haar      | Eli Iserbyt              |
| 16/10/2022 | Wereldbeker Fayetteville, Fayetteville  | Eli Iserbyt            | Laurens Sweeck       | Michael Vanthourenhout | Eli Iserbyt              |
| 23/10/2022 | Cyclocross Tábor, Tábor                 | Eli Iserbyt            | Lars van der Haar    | Michael Vanthourenhout | Eli Iserbyt              |
| 30/10/2022 | Wereldbeker Maasmechelen, Maasmechelen  | Laurens Sweeck         | Lars van der Haar    | Eli Iserbyt            | Eli Iserbyt              |
| 13/11/2022 | Grote Prijs Beekse Bergen, Hilvarenbeek | Laurens Sweeck         | Lars van der Haar    | Michael Vanthourenhout | Eli Iserbyt              |
| 20/11/2022 | Druivencross, Overijse                  | Michael Vanthourenhout | Tom Pidcock          | Lars van der Haar      | Eli Iserbyt              |
| 27/11/2022 | Vestingcross, Hulst                     | Mathieu van der Poel   | Laurens Sweeck       | Eli Iserbyt            | Laurens Sweeck           |
| 04/12/2022 | Scheldecross, Antwerpen                 | Mathieu van der Poel   | Wout van Aert        | Michael Vanthourenhout | Laurens Sweeck           |
| 11/12/2022 | Wereldbeker Dublin, Dublin              | Wout van Aert          | Laurens Sweeck       | Tom Pidcock            | Laurens Sweeck           |
| 17/12/2022 | Wereldbeker Val di Sole, Val di Sole    | Michael Vanthourenhout | Niels Vandeputte     | Kevin Kuhn             | Laurens Sweeck           |
| 26/12/2022 | Cyclocross Asper-Gavere, Gavere         | Mathieu van der Poel   | Wout van Aert        | Tom Pidcock            | Laurens Sweeck           |
| 08/01/2023 | Cyclocross Zonhoven, Zonhoven           | Wout van Aert          | Mathieu van der Poel | Laurens Sweeck         | Laurens Sweeck           |
| 22/01/2023 | Wereldbeker Benidorm, Benidorm          | Mathieu van der Poel   | Wout van Aert        | Eli Iserbyt            | Laurens Sweeck           |
| 29/01/2023 | Wereldbeker Besançon, Besançon          | Mathieu van der Poel   | Laurens Sweeck       | Joris Nieuwenhuis      | Laurens Sweeck           |

### Eindstand
| Legenda | Legenda | Legenda | Legenda  | Legenda       | Legenda               | Legenda              |
| ------- | ------- | ------- | -------- | ------------- | --------------------- | -------------------- |
| 1e plek | 2e plek | 3e plek | 4 t/m 25 | -geen punten- | niet uitgereden (DNF) | – (niet deelgenomen) |

| Pos. | Renner                 | Team                     | WAT | FAY | TÁB | MAA | HIL | OVE | HUL | ANT | DUB | VAL | GAV | ZON | BEN | BES | Punten |
| ---- | ---------------------- | ------------------------ | --- | --- | --- | --- | --- | --- | --- | --- | --- | --- | --- | --- | --- | --- | ------ |
| 1    | Laurens Sweeck         | Crelan-Fristads          | 2   | 2   | 4   | 1   | 1   | 4   | 2   | 4   | 2   | 4   | 6   | 3   | 4   | 2   | 385    |
| 2    | Michael Vanthourenhout | Pauwels Sauzen-Bingoal   | 4   | 3   | 3   | 4   | 3   | 1   | 6   | 3   | 5   | 1   | 4   | 4   | –   | –   | 309    |
| 3    | Eli Iserbyt            | Pauwels Sauzen-Bingoal   | 1   | 1   | 1   | 3   | 5   | 7   | 3   | 6   | 7   | DNF | –   | –   | 3   | 10  | 290    |
| 4    | Lars van der Haar      | Baloise - Trek Lions     | 3   | –   | 2   | 2   | 2   | 3   | 4   | 5   | 4   | –   | 5   | 6   | 7   | –   | 265    |
| 5    | Niels Vandeputte       | Alpecin-Deceuninck       | 8   | 7   | 7   | 5   | 7   | 15  | 11  | 9   | 17  | 2   | 13  | 7   | 8   | 5   | 249    |
| 6    | Mathieu van der Poel   | Alpecin-Deceuninck       | –   | –   | –   | –   | –   | –   | 1   | 1   | –   | 8   | 1   | 2   | 1   | 1   | 248    |
| 7    | Kevin Kuhn             | Tormans Cyclo Cross Team | –   | –   | 8   | 6   | 15  | 10  | 10  | 13  | 11  | 3   | 21  | 9   | 6   | 7   | 195    |
| 8    | Toon Vandebosch        | Alpecin-Deceuninck       | 17  | 9   | 20  | 9   | 11  | 12  | 9   | 23  | 14  | 13  | 8   | 17  | 11  | 13  | 178    |
| 9    | Wout van Aert          | Team Jumbo-Visma         | –   | –   | –   | –   | –   | –   | –   | 2   | 1   | –   | 2   | 1   | 2   | –   | 170    |
| 10   | Jens Adams             | Chocovit Cycling Team    | –   | –   | 6   | 8   | 10  | 9   | 8   | 7   | 6   | 28  | 12  | 8   | DNF | –   | 160    |
| 11   | Joris Nieuwenhuis      | Baloise - Trek Lions     | –   | –   | –   | 11  | 4   | 5   | 5   | –   | 12  | –   | 17  | 12  | 14  | 3   | 153    |
| 12   | Vincent Baestaens      | SPITS cx team            | 13  | 13  | 25  | 18  | 9   | 16  | 14  | 21  | 19  | 6   | DNF | 23  | 13  | 12  | 136    |
| 13   | Tom Pidcock            | INEOS Grenadiers         | –   | –   | –   | –   | –   | 2   | DNF | 8   | 3   | –   | 3   | –   | 5   | –   | 119    |
| 14   | Timon Rüegg            | Tormans Cyclo Cross Team | 9   | 11  | 19  | 19  | 17  | –   | 21  | –   | –   | 5   | –   | 14  | 15  | 20  | 110    |
| 15   | Michael Boroš          | Elkov - Kasper           | 14  | 10  | 9   | 14  | 24  | 24  | 15  | 22  | –   | –   | 34  | 16  | 22  | 9   | 107    |

## Vrouwen elite

### Kalender en podia
| Datum      | Locatie                                 | Eerste             | Tweede                     | Derde                | Leidster in het klassement |
| ---------- | --------------------------------------- | ------------------ | -------------------------- | -------------------- | -------------------------- |
| 09/10/2022 | Wereldbeker Waterloo, Waterloo          | Fem van Empel      | Ceylin del Carmen Alvarado | Lucinda Brand        | Fem van Empel              |
| 16/10/2022 | Wereldbeker Fayetteville, Fayetteville  | Fem van Empel      | Lucinda Brand              | Annemarie Worst      | Fem van Empel              |
| 23/10/2022 | Cyclocross Tábor, Tábor                 | Fem van Empel      | Puck Pieterse              | Annemarie Worst      | Fem van Empel              |
| 30/10/2022 | Wereldbeker Maasmechelen, Maasmechelen  | Fem van Empel      | Puck Pieterse              | Shirin van Anrooij   | Fem van Empel              |
| 13/11/2022 | Grote Prijs Beekse Bergen, Hilvarenbeek | Shirin van Anrooij | Fem van Empel              | Puck Pieterse        | Fem van Empel              |
| 20/11/2022 | Druivencross, Overijse                  | Puck Pieterse      | Fem van Empel              | Shirin van Anrooij   | Fem van Empel              |
| 27/11/2022 | Vestingcross, Hulst                     | Puck Pieterse      | Fem van Empel              | Shirin van Anrooij   | Fem van Empel              |
| 04/12/2022 | Scheldecross, Antwerpen                 | Fem van Empel      | Puck Pieterse              | Shirin van Anrooij   | Fem van Empel              |
| 11/12/2022 | Wereldbeker Dublin, Dublin              | Fem van Empel      | Puck Pieterse              | Denise Betsema       | Fem van Empel              |
| 17/12/2022 | Wereldbeker Val di Sole, Val di Sole    | Puck Pieterse      | Ceylin del Carmen Alvarado | Manon Bakker         | Fem van Empel              |
| 26/12/2022 | Cyclocross Asper-Gavere, Gavere         | Shirin van Anrooij | Lucinda Brand              | Puck Pieterse        | Fem van Empel              |
| 08/01/2023 | Cyclocross Zonhoven, Zonhoven           | Shirin van Anrooij | Puck Pieterse              | Fem van Empel        | Fem van Empel              |
| 22/01/2023 | Wereldbeker Benidorm, Benidorm          | Fem van Empel      | Puck Pieterse              | Shirin van Anrooij   | Fem van Empel              |
| 29/01/2023 | Wereldbeker Besançon, Besançon          | Puck Pieterse      | Annemarie Worst            | Inge van der Heijden | Fem van Empel              |

### Eindstand
| Legenda | Legenda | Legenda | Legenda  | Legenda       | Legenda               | Legenda              |
| ------- | ------- | ------- | -------- | ------------- | --------------------- | -------------------- |
| 1e plek | 2e plek | 3e plek | 4 t/m 25 | -geen punten- | niet uitgereden (DNF) | – (niet deelgenomen) |

| Pos. | Renster                    | Team                              | WAT | FAY | TÁB | MAA | HIL | OVE | HUL | ANT | DUB | VAL | GAV | ZON | BEN | BES | Punten |
| ---- | -------------------------- | --------------------------------- | --- | --- | --- | --- | --- | --- | --- | --- | --- | --- | --- | --- | --- | --- | ------ |
| 1    | Fem van Empel              | Pauwels Sauzen-Bingoal            | 1   | 1   | 1   | 1   | 2   | 2   | 2   | 1   | 1   | DNF | –   | 3   | 1   | –   | 395    |
| 2    | Puck Pieterse              | Alpecin-Deceuninck                | –   | –   | 2   | 2   | 3   | 1   | 1   | 2   | 2   | 1   | 3   | 2   | 2   | 1   | 390    |
| 3    | Shirin van Anrooij         | Baloise - Trek Lions              | –   | –   | 7   | 3   | 1   | 3   | 3   | 3   | –   | –   | 1   | 1   | 3   | –   | 264    |
| 4    | Inge van der Heijden       | 777                               | 6   | 5   | 8   | 7   | 11  | 9   | 8   | 5   | 4   | –   | 10  | 6   | 12  | 3   | 246    |
| 5    | Ceylin del Carmen Alvarado | Alpecin-Deceuninck                | 2   | 6   | 6   | 9   | 4   | 5   | 4   | –   | –   | 2   | –   | 5   | –   | –   | 203    |
| 6    | Denise Betsema             | Pauwels Sauzen-Bingoal            | 4   | 4   | 4   | 4   | 10  | 10  | 12  | 4   | 3   | –   | –   | –   | –   | 8   | 199    |
| 7    | Lucinda Brand              | Baloise - Trek Lions              | 3   | 2   | –   | –   | 7   | 4   | 5   | –   | –   | –   | 2   | 4   | 5   | –   | 190    |
| 8    | Marie Schreiber            | Tormans Cyclo Cross Team          | –   | –   | 10  | 12  | 8   | 15  | 11  | 9   | 5   | 6   | 17  | 16  | 15  | 6   | 182    |
| 9    | Manon Bakker               | Crelan - Fristads                 | 11  | 9   | –   | 20  | 13  | 39  | 16  | 6   | 6   | 3   | 8   | –   | 13  | 7   | 176    |
| 10   | Annemarie Worst            | 777                               | 5   | 3   | 3   | 17  | –   | –   | –   | –   | –   | –   | 7   | 7   | 6   | 2   | 168    |
| 11   | Hélène Clauzel             | AS Bike Racing                    | 8   | 7   | –   | 15  | 25  | 8   | 7   | 22  | –   | 7   | 18  | 14  | 10  | 9   | 162    |
| 12   | Aniek van Alphen           | 777                               | –   | –   | 9   | 14  | 9   | 6   | 10  | 7   | –   | –   | 9   | 18  | 11  | 11  | 156    |
| 13   | Kata Blanka Vas            | Team SD Worx                      | –   | –   | 5   | 5   | 6   | –   | –   | 14  | –   | 21  | 5   | 5   | 19  | 5   | 146    |
| 14   | Line Burquier              | Canyon CLLCTV                     | –   | –   | 13  | 10  | –   | 13  | 9   | 11  | –   | –   | 11  | 9   | 8   | 15  | 135    |
| 15   | Clara Honsinger            | Cannondale–Cyclocrossworld.com    | 7   | 8   | –   | 8   | 15  | 7   | –   | –   | –   | –   | 6   | 21  | 38  | DNF | 110    |
| 16   | Laura Verdonschot          | De Ceuster - Bonache Cycling Team | –   | –   | 18  | 18  | 20  | 20  | 18  | 8   | –   | 18  | 16  | 10  | 25  | 18  | 97     |
| 17   | Zoe Bäckstedt              | EF Education-TIBCO-SVB            | –   | –   | –   | 22  | 22  | 11  | –   | –   | –   | –   | 4   | 17  | 7   | 4   | 95     |
| 18   | Amandine Fouquenet         | Arkéa-B&B Hotels                  | –   | –   | –   | 11  | 17  | 12  | 17  | 13  | –   | –   | 13  | 22  | 17  | 17  | 95     |
| 19   | Marion Norbert-Riberolle   | Crelan-Fristads                   | –   | –   | 12  | 24  | 16  | 14  | 6   | –   | –   | –   | 14  | 32  | –   | 10  | 86     |
| 20   | Sanne Cant                 | Crelan-Fristads                   | –   | –   | 16  | 19  | 14  | 17  | 14  | 10  | –   | –   | –   | 11  | –   | –   | 81     |

## Mannen beloften

### Kalender en podia
| Datum      | Locatie                                | Eerste           | Tweede           | Derde            | Leider in het klassement |
| ---------- | -------------------------------------- | ---------------- | ---------------- | ---------------- | ------------------------ |
| 23/10/2022 | Cyclocross Tábor, Tábor                | Thibau Nys       | Jente Michels    | Emiel Verstrynge | Thibau Nys               |
| 30/10/2022 | Wereldbeker Maasmechelen, Maasmechelen | Thibau Nys       | Pim Ronhaar      | Witse Meeussen   | Thibau Nys               |
| 08/01/2023 | Cyclocross Zonhoven, Zonhoven          | Thibau Nys       | Witse Meeussen   | Tibor del Grosso | Thibau Nys               |
| 22/01/2023 | Wereldbeker Benidorm, Benidorm         | Thibau Nys       | Tibor del Grosso | Emiel Verstrynge | Thibau Nys               |
| 29/01/2023 | Wereldbeker Besançon, Besançon         | Tibor del Grosso | Witse Meeussen   | Emiel Verstrynge | Thibau Nys               |

### Eindstand
| Legenda | Legenda | Legenda | Legenda  | Legenda       | Legenda               | Legenda              |
| ------- | ------- | ------- | -------- | ------------- | --------------------- | -------------------- |
| 1e plek | 2e plek | 3e plek | 4 t/m 25 | -geen punten- | niet uitgereden (DNF) | – (niet deelgenomen) |

| Pos. | Renner           | TÁB | MAA | ZON | BEN | BES | Punten |
| ---- | ---------------- | --- | --- | --- | --- | --- | ------ |
| 1    | Thibau Nys       | 1   | 1   | 1   | 1   | –   | 160    |
| 2    | Tibor del Grosso | 11  | 6   | 3   | 2   | 1   | 115    |
| 3    | Witse Meeussen   | 15  | 3   | 2   | 5   | 2   | 106    |
| 4    | Jente Michels    | 2   | 4   | 4   | 4   | 37  | 96     |
| 5    | Emiel Verstrynge | 3   | 7   | 9   | 3   | 3   | 94     |
| 6    | Joran Wyseure    | 4   | 8   | 5   | 6   | 4   | 85     |
| 7    | Davide Toneatti  | 9   | 11  | 15  | 7   | 7   | 70     |
| 8    | David Haverdings | 8   | 5   | 10  | 14  | –   | 67     |
| 9    | Arne Baers       | 12  | 9   | 14  | 9   | 13  | 61     |
| 10   | Danny van Lierop | 10  | 22  | 13  | 16  | 6   | 59     |

## Vrouwen beloften
Hoewel de vrouwen beloften deelnamen aan dezelfde races als de elite-categorie, hadden de vrouwen beloften hun eigen algemeen klassement en per wereldbekerwedstrijd een aparte podiumceremonie.

### Kalender en podia
| Datum      | Locatie                                 | Eerste             | Tweede             | Derde              | Leidster in het klassement |
| ---------- | --------------------------------------- | ------------------ | ------------------ | ------------------ | -------------------------- |
| 09/10/2022 | Wereldbeker Waterloo, Waterloo          | Fem van Empel      | Madigan Munro      | Ava Holmgren       | Fem van Empel              |
| 16/10/2022 | Wereldbeker Fayetteville, Fayetteville  | Fem van Empel      | Judith Krahl       | Ava Holmgren       | Fem van Empel              |
| 23/10/2022 | Cyclocross Tábor, Tábor                 | Fem van Empel      | Puck Pieterse      | Shirin van Anrooij | Fem van Empel              |
| 30/10/2022 | Wereldbeker Maasmechelen, Maasmechelen  | Fem van Empel      | Puck Pieterse      | Shirin van Anrooij | Fem van Empel              |
| 13/11/2022 | Grote Prijs Beekse Bergen, Hilvarenbeek | Shirin van Anrooij | Puck Pieterse      | Marie Schreiber    | Puck Pieterse              |
| 20/11/2022 | Druivencross, Overijse                  | Puck Pieterse      | Shirin van Anrooij | Zoe Bäckstedt      | Puck Pieterse              |
| 27/11/2022 | Vestingcross, Hulst                     | Puck Pieterse      | Shirin van Anrooij | Line Burquier      | Puck Pieterse              |
| 04/12/2022 | Scheldecross, Antwerpen                 | Puck Pieterse      | Shirin van Anrooij | Marie Schreiber    | Puck Pieterse              |
| 11/12/2022 | Wereldbeker Dublin, Dublin              | Puck Pieterse      | Marie Schreiber    | Millie Couzens     | Puck Pieterse              |
| 17/12/2022 | Wereldbeker Val di Sole, Val di Sole    | Puck Pieterse      | Marie Schreiber    | Kristýna Zemanová  | Puck Pieterse              |
| 26/12/2022 | Cyclocross Asper-Gavere, Gavere         | Shirin van Anrooij | Puck Pieterse      | Zoe Bäckstedt      | Puck Pieterse              |
| 08/01/2023 | Cyclocross Zonhoven, Zonhoven           | Shirin van Anrooij | Puck Pieterse      | Line Burquier      | Puck Pieterse              |
| 22/01/2023 | Wereldbeker Benidorm, Benidorm          | Shirin van Anrooij | Zoe Bäckstedt      | Line Burquier      | Shirin van Anrooij         |
| 29/01/2023 | Wereldbeker Besançon, Besançon          | Zoe Bäckstedt      | Marie Schreiber    | Kristýna Zemanová  | Shirin van Anrooij         |

### Eindstand
De stand van de vrouwen beloften werd opgemaakt aan de hand van de behaalde punten/resultaten in de vrouwen elite categorie. Er werd voor de wereldbekerpunten geen geschoonde ranglijst opgemaakt. De onderstaand vermelde uitslagen, zijn de behaalde uitslagen in de elitewedstrijd. 
| Legenda | Legenda | Legenda | Legenda  | Legenda       | Legenda               | Legenda              |
| ------- | ------- | ------- | -------- | ------------- | --------------------- | -------------------- |
| 1e plek | 2e plek | 3e plek | 4 t/m 25 | -geen punten- | niet uitgereden (DNF) | – (niet deelgenomen) |

| Pos.                                                          | Renster            | Team                     | WAT | FAY | TÁB | MAA | HIL | OVE | HUL | ANT | DUB | VAL | GAV | ZON | BEN | BES | Punten |
| ------------------------------------------------------------- | ------------------ | ------------------------ | --- | --- | --- | --- | --- | --- | --- | --- | --- | --- | --- | --- | --- | --- | ------ |
| 1                                                             | Shirin van Anrooij | Baloise - Trek Lions     | –   | –   | 7   | 3   | 1   | 3   | 3   | 3   | –   | –   | 1   | 1   | 3   | –   | 264    |
| 2                                                             | Marie Schreiber    | Tormans Cyclo Cross Team | –   | –   | 10  | 12  | 8   | 15  | 11  | 9   | 5   | 6   | 17  | 16  | 15  | 6   | 182    |
| 3                                                             | Line Burquier      | Canyon CLLCTV            | –   | –   | 13  | 10  | –   | 13  | 9   | 11  | –   | –   | 11  | 9   | 8   | 15  | 135    |
| 4                                                             | Zoe Bäckstedt      | Tormans CX Team          | –   | –   | –   | 22  | 22  | 11  | –   | –   | –   | –   | 4   | 17  | 7   | 4   | 95     |
| 5                                                             | Amandine Fouquenet | Arkéa Pro Cycling Team   | –   | –   | –   | 11  | 17  | 12  | 17  | 13  | –   | –   | 13  | 22  | 17  | 17  | 95     |
| 6                                                             | Kristýna Zemanová  | Brilon Racing Team MB    | –   | –   | 14  | 13  | –   | –   | –   | DNF | –   | 10  | 26  | 25  | –   | 13  | 55     |
| 7                                                             | Leonie Bentveld    | Pauwels Sauzen-Bingoal   | –   | –   | 19  | 23  | 12  | 24  | 15  | 16  | –   | –   | –   | 26  | –   | –   | 47     |
| 8                                                             | Fleur Moors*       | Pauwels Sauzen-Bingoal   | –   | –   | –   | –   | –   | –   | –   | 18  | 10  | 13  | –   | –   | –   | –   | 37     |
| 9                                                             | Madigan Munro      | Trek Factory Racing CX   | 9   | –   | –   | –   | –   | –   | –   | –   | –   | –   | 12  | 27  | –   | 24  | 33     |
| 10                                                            | Ava Holmgren*      |                          | 15  | 14  | –   | –   | –   | –   | –   | –   | –   | –   | 50  | –   | –   | –   | 23     |
| ↓ Gedurende het seizoen overgestapt naar de elite categorie ↓ |                    |                          |     |     |     |     |     |     |     |     |     |     |     |     |     |     |        |
|                                                               | Puck Pieterse      | Alpecin-Deceuninck       | –   | –   | 2   | 2   | 3   | 1   | 1   | 2   | 2   | 1   | 3   | 2   |     |     | 320    |
|                                                               | Fem van Empel      | Pauwels Sauzen-Bingoal   | 1   | 1   | 1   | 1   |     |     |     |     |     |     |     |     |     |     | 160    |
| Legenda: * Nog uitkomend in de junioren categorie             |                    |                          |     |     |     |     |     |     |     |     |     |     |     |     |     |     |        |

N.B. Fem van Empel besloot om op het Europees kampioenschap uit te komen in de elite categorie, in plaats van de beloften categorie. Door deze keuze was Van Empel definitief overgestapt naar de elite categorie en mocht ze vanaf de wereldbekerwedstrijd in Beekse Bergen niet meer uitkomen in de beloften categorie. Haar leiderstrui in de beloften categorie raakte ze hiermee ook kwijt aan Puck Pieterse. Puck Pieterse besloot harerzijds vanaf de Nederlandse kampioenschappen uit te komen in de elite categorie en verloor zodoende twee wedstrijden voor het einde van de wereldbekercyclus haar leiderstrui aan Shirin van Anrooij. Kata Blanka Vas was qua leeftijd ook startgerechtigd in de beloftencategorie, maar had op het Europees kampioenschap van 2021 al de definitieve overstap gemaakt naar de elite categorie.

## Jongens junioren

### Kalender en podia
| Datum      | Locatie                                | Eerste               | Tweede              | Derde                | Leider in het klassement |
| ---------- | -------------------------------------- | -------------------- | ------------------- | -------------------- | ------------------------ |
| 23/10/2022 | Cyclocross Tábor, Tábor                | Léo Bisiaux          | Václav Ježek        | Viktor Vandenberghe  | Léo Bisiaux              |
| 30/10/2022 | Wereldbeker Maasmechelen, Maasmechelen | Guus van den Eijnden | Léo Bisiaux         | Viktor Vandenberghe  | Léo Bisiaux              |
| 08/01/2023 | Cyclocross Zonhoven, Zonhoven          | Léo Bisiaux          | Yordi Corsus        | Guus van den Eijnden | Léo Bisiaux              |
| 22/01/2023 | Wereldbeker Benidorm, Benidorm         | Yordi Corsus         | Seppe Van Den Boer  | Viktor Vandenberghe  | Léo Bisiaux              |
| 29/01/2023 | Wereldbeker Besançon, Besançon         | Seppe Van Den Boer   | Viktor Vandenberghe | Senna Remijn         | Léo Bisiaux              |

### Eindstand
| Legenda | Legenda | Legenda | Legenda  | Legenda       | Legenda          | Legenda               | Legenda              |
| ------- | ------- | ------- | -------- | ------------- | ---------------- | --------------------- | -------------------- |
| 1e plek | 2e plek | 3e plek | 4 t/m 25 | -geen punten- | -niet meegeteld- | niet uitgereden (DNF) | – (niet deelgenomen) |

| Pos. | Renner               | TÁB | MAA | ZON | BEN | BES | Punten |
| ---- | -------------------- | --- | --- | --- | --- | --- | ------ |
| 1    | Léo Bisiaux          | 1   | 2   | 1   | 7   | 52  | 129    |
| 2    | Yordi Corsus         | 4   | –   | 2   | 1   | 6   | 112    |
| 3    | Viktor Vandenberghe  | 3   | 3   | 7   | 3   | 2   | 105    |
| 4    | Seppe Van den Boer   | 15  | 15  | 4   | 2   | 1   | 103    |
| 5    | Guus van den Eijnden | 8   | 1   | 3   | 6   | –   | 103    |
| 6    | Václav Ježek         | 2   | 7   | 12  | 21  | 12  | 77     |
| 7    | Andrew August        | 10  | 4   | –   | 4   | 9   | 77     |
| 8    | Senna Remijn         | 45  | 6   | 16  | 5   | 3   | 76     |
| 9    | Wies Nuyens          | 11  | 11  | 6   | 9   | 4   | 74     |
| 10   | Floris Haverdings    | 13  | 10  | 10  | 8   | DNF | 63     |

## Meisjes junioren

### Kalender en podia
| Datum      | Locatie                                | Eerste            | Tweede              | Derde             | Leidster in het klassement |
| ---------- | -------------------------------------- | ----------------- | ------------------- | ----------------- | -------------------------- |
| 23/10/2022 | Cyclocross Tábor, Tábor                | Lauren Molengraaf | Viktória Chladonová | Fleur Moors       | Lauren Molengraaf          |
| 30/10/2022 | Wereldbeker Maasmechelen, Maasmechelen | Lauren Molengraaf | Fleur Moors         | Ava Holmgren      | Lauren Molengraaf          |
| 08/01/2023 | Cyclocross Zonhoven, Zonhoven          | Lauren Molengraaf | Célia Gery          | Isabella Holmgren | Lauren Molengraaf          |
| 22/01/2023 | Wereldbeker Benidorm, Benidorm         | Lauren Molengraaf | Isabella Holmgren   | Ava Holmgren      | Lauren Molengraaf          |
| 29/01/2023 | Wereldbeker Besançon, Besançon         | Ava Holmgren      | Xaydee Van Sinaey   | Isabella Holmgren | Lauren Molengraaf          |

### Eindstand
| Legenda | Legenda | Legenda | Legenda  | Legenda       | Legenda               | Legenda              |
| ------- | ------- | ------- | -------- | ------------- | --------------------- | -------------------- |
| 1e plek | 2e plek | 3e plek | 4 t/m 25 | -geen punten- | niet uitgereden (DNF) | – (niet deelgenomen) |

| Pos. | Renner                  | TÁB | MAA | ZON | BEN | BES | Punten |
| ---- | ----------------------- | --- | --- | --- | --- | --- | ------ |
| 1    | Lauren Molengraaf       | 1   | 1   | 1   | 1   | –   | 160    |
| 2    | Ava Holmgren            | 4   | 3   | 4   | 3   | 1   | 112    |
| 3    | Isabella Holmgren       | 8   | 11  | 3   | 2   | 3   | 98     |
| 4    | Célia Gery              | 5   | 5   | 2   | 5   | 4   | 95     |
| 5    | Fleur Moors             | 3   | 2   | 7   | 7   | –   | 93     |
| 6    | Xaydée Van Sinaey       | 6   | 6   | 12  | 8   | 2   | 88     |
| 7    | Valentina Corvi         | 17  | 9   | 5   | 5   | 9   | 76     |
| 8    | Lorre de Schepper       | 11  | 19  | 6   | 10  | 8   | 69     |
| 9    | Federica Venturelli     | 7   | –   | 20  | 6   | 5   | 66     |
| 10   | Vida Lopez De San Roman | 12  | 7   | 9   | –   | 12  | 64     |

## Prijzengeld
In onderstaande tabel volgt de verdeling van het prijzengeld per categorie.
| Pos.   | Per cross    | Per cross     | Per cross  | Per cross                | Algemeen klassement  |
| Pos.   | Mannen elite | Vrouwen elite | Mannen U23 | Jongens/meisjes junioren | Mannen/vrouwen elite |
| ------ | ------------ | ------------- | ---------- | ------------------------ | -------------------- |
| 1.     | € 5.000      | € 5.000       | € 175      | € 150                    | € 30.000             |
| 2.     | € 3.500      | € 3.500       | € 120      | € 100                    | € 20.000             |
| 3.     | € 3.000      | € 3.000       | € 90       | € 70                     | € 16.000             |
| 4.     | € 2.700      | € 2.700       | € 70       | € 60                     | € 14.000             |
| 5.     | € 2.500      | € 2.500       | € 60       | € 50                     | € 12.000             |
| 6.     | € 2.000      | € 2.000       | € 50       | € 50                     | € 10.000             |
| 7.     | € 1.800      | € 1.800       | € 50       | € 50                     | € 9.000              |
| 8.     | € 1.600      | € 1.600       | € 50       | € 40                     | € 8.000              |
| 9.     | € 1.400      | € 1.400       | € 50       | € 40                     | € 7.000              |
| 10.    | € 1.200      | € 1.200       | € 50       | € 40                     | € 6.000              |
| 11.    | € 1.000      | € 1.000       | € 30       | € 30                     | € 5.000              |
| 12.    | € 900        | € 900         | € 30       | € 30                     | € 4.000              |
| 13.    | € 850        | € 850         | € 30       | € 30                     | € 3.000              |
| 14.    | € 800        | € 800         | € 30       | € 30                     | € 3.000              |
| 15.    | € 750        | € 750         | € 30       | € 30                     | € 2.000              |
| 16.    | € 700        | € 700         | € 20       | –                        | € 2.000              |
| 17.    | € 650        | € 650         | € 20       | –                        | € 1.000              |
| 18.    | € 600        | € 600         | € 20       | –                        | € 1.000              |
| 19.    | € 550        | € 550         | € 20       | –                        | € 1.000              |
| 20.    | € 500        | € 500         | € 20       | –                        | € 1.000              |
| 21-30  | € 450        | € 450         | –          | –                        | –                    |
| 31-40  | € 300        | € 300         | –          | –                        | –                    |
| Totaal | € 39.500     | € 39.500      | € 1.015    | € 800                    | € 155.000            |

## Tv-rechten
In België werd de Wereldbeker uitgezonden door tv-aanbieder Telenet (Play Sports) en tv-aanbieder Proximus (Pickx Sports). Daarnaast zond de publieke omroep Sporza de volgende 7 crossen uit: Waterloo, Maasmechelen, Beekse Bergen, Hulst, Antwerpen, Gavere en Besançon. De rest van de wereldbekers zond Sporza in samenvatting uit.
In Nederland werd de wereldbeker uitgezonden door de commerciële zender Eurosport. Bovendien had de publieke omroep, de NOS de rechten in handen. De NOS zond slechts een aantal crossen op tv uit, wanneer de programmering dit toeliet; er werden ook enkele crossen online uitgezonden. De NOS heeft de vrouwencrossen van Tábor, Dublin en Besançon live uitgezonden op NPO 1, evenals de mannenwedstrijd van Tábor. De meeste Nederlanders hadden ook het Belgische Sporza in hun zenderpakket.